# دير القديس مينا بمنطقة وادي النطرون
دير القديس مينا بمنطقة وادي النطرون هو دير للأقباط الأرثوذكس معروف باسم دير «مارمينا العجائبي» يقع بإقليم مريوط جنوب الإسكندرية بحوالى 50 كم. وهو من أقدم الأديرة الموجودة في العالم حيث يرجع تاريخه إلى القرن الرابع الميلاد.

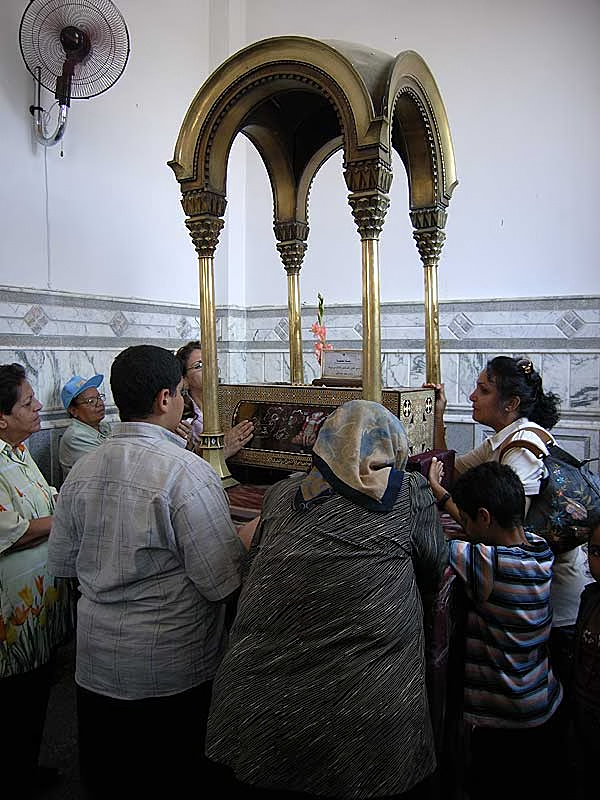
دير القديس مينا

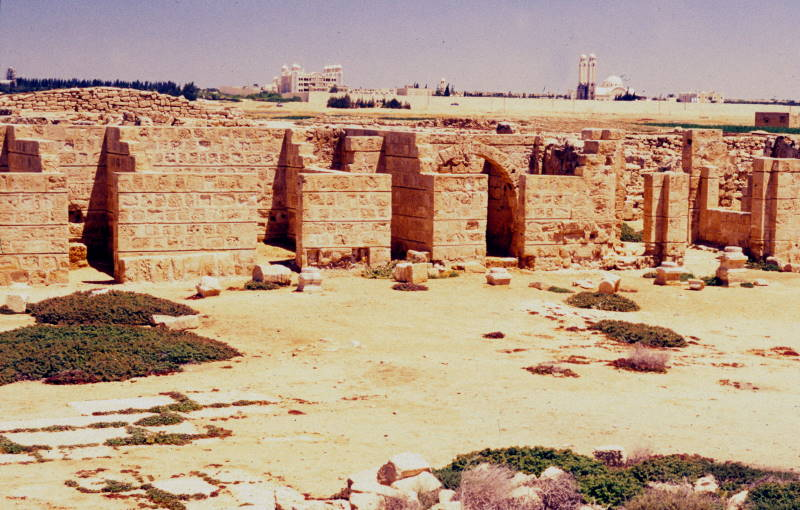
دير القديس مينا عام 2002

## تاريخ

### اكتشاف جسد القديس مينا وبناء أول كنيسة له
في الأسطورة المتناقلة ذاع خبر وجود رمال مباركة بمنطقة مريوط تصنع المعجزات، ووصلت شهرتها إلى أقاصي الأرض، فكان لملك القسطنطينية ابنة وحيدة مصابة بمرض الجذام، فأرسلها إلى مصر لتنال الشفاء، وعندما وصلت الأميرة إلى مريوط، دلهم الحجاج على مكان وجود الرمال المباركة فأخذت منها الأميرة ووضعتها على جسدها، وقضت ليلتها في ذلك المكان، فظهر لها القديس وعرفها بنفسه وطلب منها أن تحفر في هذا المكان لتجد جسده، وعندما استيقظت وجدت أنها قد شفيت تماما، فاستدعت الجند وأمرتهم بحفر المكان، وعثرت على جسد القديس، وعندما علم والدها بما حدث، بنى كنيسة صغيرة (مزاراً) فوق القبر.
توسعت الكنيسة الأولى على يد البابا «أثناسيوس الرسولى»: كنيسة القديس أثناسيوس بدير مارمينا بمريوط. والتمس أهالي مدينة الإسكندرية ومنطقة مريوط من البابا «أثناسيوس الرسولى» البطريرك العشرين بناء كنيسة كبيرة تسع الزائرين، لكن بسبب اضطهاد الأريوسيين لم يتمكن من بناء الكنيسة إلا في عهد الإمبراطور «جوفيان»، وأقيم أسفلها سرداب ليوضع فيه رفات القديس، وتم تكريس الكنيسة في اليوم الأول من شهر أبيب نحو عام 373م.

### توسيعات البابا ثاؤفيلس
في أيام حكم الملكين "أركاديوس وأنوريوس" ابني الملك ثيؤدسيوس الكبير، توجه البابا "ثاؤفيلس" الثالث والعشرون للاحتفال بعيد استشهاد القديس مينا، فرأى ما تعانيه أعداد الزائرين الغفيرة من المشقة بسبب الزحام حيث ضاقت بهم الكنيسة، واضطرار الكثيرين للوقوف خارجها. فكتب البابا "ثاؤفيلس" إلى الملك "أركاديوس" ملتمسا توسيع المكان، فأمر الملك ببناء كنيسة فسيحة، وجعلها واحدة مع الكنيسة التي بناها البابا "أثناسيوس"، وأتم تزيينها البابا "تيموثاوس" السادس والعشرون، كما بنى معمودية كبيرة في الطرف الغربي من الكنيسة.

### تأسيس مدينة القديس مينا
بعد زيارة الملك "زينون" إلى هذه الكنائس للتبرك من جسد القديس، بنى لنفسه قصراً عظيماً بجوار الكنيسة. إلا أن البابا "تيموثاوس الثانى" البطريرك السادس والعشرون أخبر الملك "زينون" عن هجمات البربر الذين يغيرون على مريوط ويسببون متاعب للكنائس، عندئذ أمر الملك كل عظماء المملكة أن يبني كل منهم قصراً هناك، وكتب أيضاً لأراخنة الإسكندرية والذين في مصر أنه ينبغي على كل واحد منهم أن يبني لنفسه مكاناً هنا، إلى أن جعلوها مدينة وسميت مدينة الشهيد، فأعد الملك "زينون" حامية من 1200 جندي لحراستها من غارات البربر.

### خدمات الطريق للزائرين وتوسيعات المدينة
كانت بحيرة مريوط طريقاً ملاحياً للسفن وتتصل بالفرع الكانوبي للنيل بواسطة قناة تسمى «قناة نواقراطس» وكان لزوار القاصدون كنيسة الشهيد مينا سواء القادمين من الإسكندرية أو من بلاد الدلتا، يتصلون بالمراكب إلى الشاطئ الغربي لبحيرة مريوط، ثم يتجهون براً إلى الكنيسة. في عهد الملك «أناسطاسيوس» أدرك الحاكم «فيلوكسينيتى» الصعوبات التي تواجه الجموع الكثيرة في الطريق الذي يخترق المنطقة الصحراوية ما بين البحيرة والكنيسة، فأنشأ بجانب البحيرة منازلاً لإضافة الزوار واستراحات لاستقبال الجموع، وفي وسطها سوق لشراء احتياجاتهم ومخازن متسعة لإيداع أمتعتهم فيها، وعلى طول الطريق من البحيرة للكنيسة أقام استراحات للمسافرين مزودة بجرار ماء للشرب، وأطلق اسمه على هذه المنطقة، وبازدياد عدد المرضى الوافدين للاستشفاء أقيمت فيها الحمامات الضخمة والتي كانت تصل المياه إليها عن طريق قناة طويلة تغذى مجموعة كبيرة من الأحواض والحمامات، التي كانت تدفأ من خلال أفران كبيرة تحت الأرض وامتلأت المدينة بالمرافق الحية والأسواق والمصانع المتنوعة للزجاج والخزف، وهكذا تحولت إلى مدينة عظيمة تملأها القصور الرخامية والحمامات الشافية.

### شهرة القديس مينا والمدينة
كان المرضى يأتون من كل مكان في العالم ليستشفوا بشفاعة القديس مينا، وكان يصنع بالمنطقة قوارير صغيرة من الفخار تملأ من زيت القنديل المعلق فوق جسد الشهيد أو من ماء نبع موجود بالقرب من قبر الشهيد، يأخذها الزائرون لبلادهم للبركة والشفاء، ولقد تم اكتشاف اعداد كبيرة من هذه القوارير في بلاد عديدة مثل كولونيا، هايدلبرغ بألمانيا، مرسيليا بفرنسا، ودلماتا بيوغسلافيا، ميلانو بإيطاليا، كما وجدت أيضا في إنجلترا، ومدينة دنقلا بالسودان، وتحمل هذه القوارير على جانبيها صورة القديس مينا وعند قدميه الحيوانات البحرية، ويوجد بالمتحف القبطي بالقاهرة والمتحف اليوناني الروماني بالإسكندرية.
مجموعة كبيرة من هذه القوارير. تعد الفترة ما بين القرنين الخامس والسابع الميلاديين بمثابة العصر الذهبي لمدينة القديس مينا، حيث كانت المكان الثاني للحج بعد القدس.

### التغييرات التي طرأت على المنطقة حتى القرن العاشر

#### انخفاض عدد الزوار
ظلت المنطقة تتمتع بحياة هادئة عدة قرون ولم يحدث تغير جذري إلا عند قيام الفرس بغزو البلاد، ثم الفتح العربي. فالزوار الوافدون من المنطقة البيزنطية والمنطقة الرومانية السابقة باتوا من رعايا البلاد الأجنبية المعادية، لذا توقف حضورهم فحرمت المدينة من مصدر دخلها الأساسي، كما تأثر عدد السكان في القرن السادس الميلادي في منطقة مريوط من وباء الطاعون ومن زلزال دمر العديد من المباني. ويذكر عالم المصريات «واليس بودج» أنه قرب نهاية حكم الإمبراطور «هرقل» بدأ ازدهار المدينة يقل، ونقص عدد الحجاج الذين كانوا يأتون للتبرك من مزار القديس مينا، وخلال سنى الاضطرابات التي حدثت قبيل الفتح العربي، وبعده نهبت الكنيسة وسلبت المدينة ثم خربت، ولكن عندما بدأ الاقباط يستعيدون نفوذهم وقوتهم بنيت كنيسة أخرى مكان القديمة وأعيد الاحتفال بعيد القديس. لكن بعد الفتح العربي بقرنين كما ورد في كتاب «تاريخ البطاركة» في سيرة «البابا يعقوب» البطريرك الخمسون، أنه عندما شدد عليه أحد الامراء في طلب الخراج لم يكن معه ما يدفع كما ذكر من عدم البيعة لانقطاع الناس عن الحضور لبيعة القديس مينا لكثرة الحروب، وفي عهد البابا «مرقس الثالث» البطريرك التاسع والأربعون كان هناك قبيلتان اخذوا غربي مصر وأعمال الإسكندرية ومريوط وملكوا البحيرة جميعها، وكانت هاتان القبيلتان متحاربتين أكثر الأوقات وكان على البلاد منهما بلاء عظيم.

#### ادعاء البطريرك الخلقيدوني ملكيته للكنيسة
في عهد البابا «خائيل» البطريرك السادس والأربعين ادعى «قزما» بطريرك الخلقيدونيين ملكيته لكنيسة القديس مينا بمريوط. وفي هذا الصدد تقول المؤرخة الإنجليزية " أ.ل.بتشر ": "كان البطريرك الروماني "قزما" يناصب الأقباط العداء ويولي الهجمات على كنائسهم مدعياً أنها من حقوقه الشرعية، ولم يكتف بهذا بل رفع دعواه إلى الوالي المسلم طالباً منه أن يعطيه كنيسة القديس مينا الكائنة في مريوط وما يتبعها من إيراد كثير ومتاع وفير". وبعد أن تذكر وصف الكنيسة تقول:- " فإيراد كنيسة القديس مينا والتي وصفناها بالإسهاب لم يكن يقل عن ألف دينار سنويا حتى في زمن انحطاط مريوط وخرابها، وكان إيرادها الكثير سبباً في تطلع الروم إلى وضع يدهم عليها، مع أنها لم تكن لهم في أي زمن من الأزمان، وما أقاموا فيها حجرا، ولا سمعوا عنها خبراً سوى لما تفتحت أعينهم إلى سلب الكنيسة القبطية". ويقول العلامة "جيمس درشر":- "إن أتباع قزما رئيس الخلقيدونيين طلبوا هذه الكنيسة لشهرتها بسبب المعجزات الكثيرة التي قيل إنها تحدث فيها، ولما لها من أملاك في أماكن كثيرة". - أما تفاصيل قصة هذا النزاع فقد وردت في كتاب تاريخ البطاركة: "أن البطريرك الخلقيدونى "قزما" تقدم إلى الوالي "عبد الملك بن موسى" طالباً أن تسلم له هذه الكنيسة بحجة أن لهم كنائس كثيرة بمصر قد أخذها منهم القبط عندما زال سلطان الروم، ولكن كان السبب الحقيقي هو شهرة هذه الكنيسة وما لها من أوقاف. فأرسل الوالي واستدعى البطريرك القبطي والخلقيدونى، فذهب البابا «خائيل» إلى الوالي ومعه الأنبا "تادرس" اسقف مصر والانبا "مويسيس" أسقف أورشليم، وكانوا يذهبون إلى قصر الوالي يومياً من الصباح إلى المساء، ثم كلف الوالي أحد رجاله لينظر في القضية، فطلب أن يكتب كل من الطرفين ما يثبت حقه، ثم تكرر ذلك مرة أخرى إذ ظل ينظر في القضية لمدة شهر. وفي النهاية قال القاضي للبابا «خائيل»:- "ألك شاهد بأن هذه البيعة لآبائك؟" أجابه: "نعم لي من يشهد لى بذلك من يوم عمرت إلى الآن" فقال القاضي: "كم يوم لها منذ بنيت؟ " أجابه "ثلاثمائة وخمسون سنة " فقال القاضي: "والشهود يعيشون إلى اليوم منذ ذلك الزمان، أنت تخاطبني بأمثال عرفني الحق". أجابه البطريرك: "أن أبي "ثاؤفيلس" و"طيماثوس" الذي بعده الذين بنوها هما اللذان يشهدان لي، أن "ثاؤفيلس" الذي أسسها ورتب اسطوانتها، وهذا اسمه مكتوب عليها وتنيح (توفي)، و"طيماثاوس" أكملها واسمه مكتوب عليها، هما شهودي اليوم ". فأرسل القاضي من يثق بهم ومعهم الكتاب والمترجمين فقرأوا المكتوب في الكنيسة فوجد كما ذكر البابا «خائيل»، فتأكد القاضي من صحة قول البطريرك وسلم له الكنيسة.

#### اختيار البطريرك من هذه الكنيسة
كان البابا «مينا» البطريرك السابع والأربعين قد عين القس يوحنا وهو راهب من رهبان برية شيهت مسؤولا عن كنيسة القديس مينا بمريوط، ولما توفي هذا البابا اجتمع الآباء الأساقفة ليختاروا خليفة له فكتبوا أسماء عدة اشخاص ليختاروا أحدهم بالقرعة، فذكر أحد كهنة الإسكندرية الأتقياء هذا القس، فكتبوا اسمه واجروا القرعة ثلاث مرات فكان يخرج اسمه في كل مرة، فاختاروه لهذا المنصب وهو البابا يوحنا البطريرك الثامن والأربعون.

#### نزع الرخام من الكنيسة
في عام 833 م قرر الخليفة «المعتصم» أن يبنى عاصمته الجديدة، فأرسل مندوبين إلى البلاد البعيدة ليجمعوا الأعمدة الرخامية ومواد البناء الثمينة، فأرسل إلى مصر رجلا اسمه «العازر» وكان هذا نسطوريا، فنزع الأعمدة الرخامية من كنائس كثيرة بالإسكندرية فتهدمت، ونزع الرخام الملون من كنيسة الشهيد مينا بمريوط.وعندما علم البابا «يوساب الأول» البطريرك الثاني والخمسون حزن حزنا شديداً، وأهتم بسرعة اصلاحها إذ أحضر من مصر والإسكندرية ألواح رخامية منقوشة ووضعها مكان التي نزعت.

#### الاستيلاء على أملاك الكنيسة وتوقف الزيارة
في عهد البابا «شنودة الأول» البطريرك الخامس والخمسين قامت مجموعة من الأعراب بفرض سلطانها على كثير من البلاد، واستولوا على ممتلكات كنيسة الشهيد مينا، كما حاصروا مدينة الإسكندرية لزمن طويل حتى عم الضيق والكساد وأصبحت كنيسة القديس مينا برية بسبب انقطاع الزوار نتيجة الاحداث، مع أن مزار القديس لم يصب بسوء.

### الكنيسة في القرن الثاني عشر
آخر إشارة تاريخية عن وجود جسد القديس بهذه المنطقة هو ما ذكر في الكتاب المنسوب «لأبو صالح الأرمنى» إذ يقول في حديثه عن منطقة مريوط: «بيعة الشهيد أبو مينا ذو الثلاث أكاليل وجسده مدفونا بها ولها آيات وعجائب كثيرة وتظهر كل حين، وكان لها أوقاف، وزينتها احسن زينة، وفيها من العمد والرخام الملون قائم ونائم ما لم يشاهد مثله». بعدها تعرضت المنطقة للهدم والتدمير ولغارات البدو، فهجرت تماما وبتهدم الكنيسة التي فوق القبر اختفى جسد القديس تحت الأنقاض، وهذا يعنى أنه حتى أوائل القرن الثالث عشر لم تكن الكنيسة قد تهدمت ولا اختفى جسد القديس مينا.

#### تخريب مدينةأبومينافي القرن ال19
كان البدو المقيمين في المنطقة يقومون بأعمال سلب ونهب المسافرين، فحطم «محمد على باشا» البقية من المباني التي كانت بالصحراء ليضع حداً لأعمالهم.
إعادة اكتشاف المدينة في القرن العشرين: بدأ لعالم الألمانى «كوفمان» بالحفريات في هذه المنطقة واكتشف بعض المعالم وذلك في المدة من 1905م إلى 1907م وبعد اكتشافها قام بنقل 100 صندوق من الحجم الكبير إلى بلده مملوء تحفا بديعة وتيجان من الأعمدة الرخامية والتي ما تزال موجودة في متحف فرانكفورت بألمانيا، كما قام «برامكى بك» محافظ الصحراء الغربية عندما عاين أطلال المدينة بانتزاع ما تبقى من رخام لبناء مدينة «أبو صير القبلية» وأطلق عليها اسم «برج العرب»، كما لم تسلم الاكتشافات الأثرية من عبث البدو المقيمين في المنطقة.
المنطقة في الوقت الحديث: اعتبرت منظمة اليونسكو عام 1979م منطقة أبو مينا من المناطق الأثرية الهامة في العالم والتي يجب المحافظة عليها كتراث إنساني، في عام 2006م قام المجلس الأعلى للآثار بالتعاون مع دير القديس مينا بعمل دراسات مستفيضة لإعادة ترميم وتغطية البازيليكا الكبرى (كنيسة البابا ثاؤفيلس).

### إعادة البناء في القرن العشرين

#### وضع حجر الاساس
وضع حجر الاساس يوم الجمعة الموافق 27 نوفمبر 1959م والموافق (17 هاتور 1676 ش) بمناسبة ذكري استشهاد القديس مارمينا (15 هاتور)، بيد البابا «كيرلس السادس»، حيث قام البابا «كيرلس السادس» بشراء 15 فدانا ملاصقة للحد الشمالى من منطقة أبو مينا الاثرية. ويقع هذا الحجر اسفل شرقية المذبح الرئيسى للكنيسة الكبرى بالدير، والتي تعرف في الدير بالكاتدرائية، ويظهر خلف الواجهة الزجاجية المقابلة لمقبرة البابا «كيرلس السادس» وعليه اللوحة الرخامية المدون عليها تاريخ وضعه.

#### أعمال التعمير
1- المبانى الأولى :- في البداية اقيمت كنيسة صغيرة باسم الانبا «صموئيل المعترف»، والتي بها المقصورة الخاصة برفات الشهيد «مارمينا».
2- كنيسة العذراء مريم :- وهي المواجهة للداخل إلى الدير، وافتتحت للصلاة في شهر نوفمبر 1961م، وعلى مناراتها الأربعة نقشت عبارة " Άγιος Μηνάς " وهي عبارة باللغة اليونانية معناها «القديس ميناس».
3- كنيسة رئيس الملائكة ميخائيل:- كنيسة صغيرة تقع أعلى كنيسة الانبا «صموئيل المعترف».
4- كاتدرائية الشهيد مارمينا العجائبى بالدير :- ابتدأت أعمال البناء بالكاتدرائية عام 1970م، يبلغ طولها حوالى 40 مترا وعرضها 28 مترا، ويعلو صحنها قبة ضخمة قطرها 12 مترا، وارتفاع منارتيها حوالى 42 مترا. قام البابا «شنودة الثالث» بافتتاحها والصلاة فيها بعد إتمام أعمال البناء والخرسانات، يوم الجمعة 26 نوفمبر 1976م، الموافق 17 هاتور ش، في ذكرى استشهاد القديس مار مينا. زينت الكاتدرائية من الداخل والخارج بنقوش من الطراز القبطى القديم، فتيجان الأعمدة على مثال تلك التي كانت بدير القديس «أنبا أبوللو» بمنطقة باويط (مركز ديروط محافظة اسيوط) من القرن السادس الميلادى، والمحفوظ إحداها حاليا بمتحف اللوفر بباريس. ويزين سقف الكاتدرائية صليب كل من اجنحته على شكل زهرة اللوتس الشهيرة في الفن المصرى القديم. وقد قام المتنيح القمص «آفا مينا» والآباء الرهبان بتصميم وتنفيذ أعمال الرخام بورشة الرخام داخل الدير. وفي يوم الاثنين 10 يناير 2005، الموافق 2 طوبى 1721ش، قام البابا «شنودة الثالث» بتدشين مذابح الكاتدرائية.
5- مزار البابا «كيرلس السادس»:- يقع أسفل الجزء الشرقي من الكاتدرائية، أسفل منطقة المذابح، ويضم جثمانه، والذي كان قد وضع بالمدفن الخاص بالبطاركة أسفل الكاتدرائية المرقسية الكبرى بالقاهرة عقب نياحته، ثم نقل إلى الدير يوم 24 نوفمبر 1973 م بناء على وصيته. يوجد داخل المزار من الجهة الشرقية واجهة زجاجية معروض بها بعض ملابسه، ومنها رداء قد أهداه ل الإمبراطور «هيلاسلاسى» إمبراطور الحبشة، وساعته الخاصة.
6- كنيسة القديس مرقس الرسول:- أقيمت على امتداد الكاتدرائية من الجهة الشرقية بحيث تكون وحدة واحدة مع مزار البابا كيرلس السادس.
7- كنيسة القديس يوليوس الاقفهيصى :- هذه الكنيسة على اسم القديس يوليوس الاقفهيصى، كاتب سير الشهداء، والذي اهتم بتكفين أجسادهم، وتقع في الركن الجنوبي الشرقي من سور الدير وبجوار مدفن الآباء الرهبان، وأقيمت أول صلاة فيها يوم الثلاثاء 2 أكتوبر 1990، الموافق 2 توت 1707 ش، وهي الكنيسة الوحيدة التي تحمل اسم هذا القديس في مصر.
8- مركز الميكروفيلم :- يستقبل المركز المخطوطات القديمة من الكنائس والأديرة، ويقوم بتجديدها ومعالجتها كيماوياً لحمايتها، ثم تصويرها وعمل نسخ منها.
9- مبنى المكتبة :- ويتكون من ثلاث طوابق.
10-المضيفة :- تقع على يمين الداخل إلى الدير، ومعدة لاستقبال الأعداد الكبيرة من الزوار، وتقدم وجبة الإطار للزوار، وبالمبنى كنيسة على اسم القديس «مرقوريوس ابى سيفين»، وتحوى الواجهة الغربية للمبنى منارتين.

## التعمير الرهبانى للدير
بدأ تعمير الدير رهبانياً من خلال انتداب بعض الآباء من الاديرة الأخرى على يد البابا «كيرلس السادس»، ليكونوا نواة للحياة الرهبانية بالدير، ومن أبرز هؤلاء الاباء القمص «أنجيلوس المحرقى» وهو المتنيح «الانبا مكسيموس» مطران القليوبية، والقمص «متياس السرياني» وهو الانبا «دوماديوس» مطران الجيزة. ثم بعد ذلك تم رسامة رهبان عى الدير يحملون لقب «آفا مينا» لأول مرة بتاريخ 12ابريل 1963م، 4برمودة 1679ش. وأول رئيس للدير هو الانبا «مينا آفا مينا» الذي اسند اليه الباب «كيرلس السادس» مسؤولية الدير عام 1964م، ثم قام البابا شنودة الثالث بسيامته اسقفا بتاريخ 25 مايو 1980، 17 بشنس 1696ش.